# خوان فرناندز مخیاس
خوان فرناندز مخیاس (انگلیسی: Juan Fernández Mejías؛ زادهٔ ۱۹۵۷) بازیگر اهل اسپانیا است.
از فیلم‌ها یا برنامه‌های تلویزیونی که وی در آن نقش داشته‌است، می‌توان به سرزمین گرگ‌ها، فائوستو ۵٫۰،  با او حرف بزن، لوسیا و سکس اشاره کرد. همچنین وی نقش کلنل پریتو در مجموعه تلویزیونی خانه کاغذی را بر عهده داشت.